# 羅伯·威爾遜
羅伯特·歐文·比格斯·威爾遜（英語：Robert Owen Biggs Wilson，1965年1月4日—）是一位英格蘭政治人物，他的黨籍是保守黨。自2005年開始，他擔任東雷丁選區選出的英國下議院議員。他曾是英國社會民主黨的一員。2017年英國大選時連任失敗。